# Ritkaházai harangláb
A ritkaházai harangláb (egyes forrásokban kétvölgyi harangláb) műemlék a Vendvidéken, Ritkaháza egykori vend községben, amely ma Kétvölgy része, s alig két kilométerre fekszik a szlovén határtól. A szoknyás harangláb a falu egyik nagy látványossága, ehhez hasonló Orfalu községben található.
A haranglábat 1865-ben építette a község lakossága saját vagyonából, az akkori bíróval, Trajbár Györggyel. A lakosság körében fennmaradt történet szerint a falusiak és a bíró, valamint annak szomszédai között nézeteltérés támadt a harangláb helyét illetően. Trajbár és szomszédai, akik a legjómódúbbak voltak, azt szerették volna, ha az ő oldalukon állna a harangláb, amely a szomszéd községhez Csöpinchez (ma Kerkafő, Čepinci, Szlovénia) volt közel, a falu legtávolabbi részén, viszont a többi falusi Ritkaháza közepén szerette volna látni a haranglábat. Mivel nem jutottak egyezségre, ezért a helybeli kocsmáros elhatározta, hogy maga téríti jobb belátásra a bírót. Felkért négy legényt, hogy éjjel hozzák el a harangot a bíró házából. Azok ezt megtették, majd a kocsmához érve elkezdték teljes erőből verni, amivel felriasztották az embereket és a harang hangját hallani lehetett a szomszéd falvakban, így Permisén, Csöpincen és még Felsőszölnökön is. Így a haranglábat a kocsma mellett állították fel.
Az építmény nyitott szoknyás harangláb, négyoszlopos. A gerendák bonyolult alakban illeszkednek hozzá, belül két gerenda tartja a harangtornyot. Először zsúpfedeles volt a tető, az 1960-as években szürke palára cserélték, a torony bádogtetőt kapott. 2007-ben felújításra került a harangláb, ekkor a tetőzetet lecserélték mind a szoknyán, mind a tornyon vörös cserépre, s új keresztet is kapott, amely akárcsak az előző, két ágú.
A harangot Grazban készítette egy Karl Feltl nevezetű öntő, akinek neve olvasható a harang egyik oldalán. A másik oldalon egy angyal található, az ún. „igazság angyala,” aki az egyik kezében lángoló kardot, a másikban serpenyős mérleget tart.

Korábban a haranghúzást kézzel végezték, mára gépesített, időzíthető harangozó szerkezet található.

A harangláb mellett van a község egykori, mára használaton kívül álló tűzoltó szertára.

## Külső hivatkozás
- Az Őrségi Nemzeti Park építészeti emlékei, Őriszentpéter 2003. ISBN 963-212-376-X